# Seasons (岡本真夜のアルバム)
『seasons』（シーズンズ）は、岡本真夜9枚目のオリジナル・アルバム。

## 解説
日本クラウン移籍後初アルバムで、オリジナルアルバムは前作『Soul Love』から2年ぶりとなる。
先行シングル曲「Destiny」が収録されている。
「明日ハレルヤ!」はスキマスイッチの大橋卓弥をゲストヴォーカルに迎えての楽曲。

## 収録曲
全曲作詞・作曲：岡本真夜
1. 痛みを優しさに 苦しみを強さに
  - 編曲：西垣哲二・岡本真夜
2. 明日ハレルヤ! 岡本真夜×大橋卓弥（from スキマスイッチ）
  - 編曲：岩瀬聡志・西垣哲二・岡本真夜
3. Destiny
  - 編曲：松本晃彦
  - 20thシングル表題曲。
  - シングルにはピアニストの倉本裕基とコラボした「piano version」も収録されている。
  - テレビ東京系ドラマ『新・上海グランド』日本語版主題歌
4. sigh of Love
  - 編曲：高山和芽・西垣哲二・岡本真夜
5. I miss you
  - 編曲：岩瀬聡志
  - 波瑠への提供曲のセルフカバー
6. いつだって君がいる
  - 編曲：山本直市郎
  - 上原多香子への提供曲のセルフカバー
7. がんばるリーマン!
  - 編曲：山本直市郎
8. Marionette
  - 編曲：高山和芽・西垣哲二・岡本真夜
9. 君にありがとう
  - 編曲：岩瀬聡志・西垣哲二・岡本真夜
  - イオン「セレブレイトスーツ篇」CMソング
10. seasons
  - 編曲：山本直市郎

## 参加ミュージシャン
- 痛みを優しさに 苦しみを強さに
  - 岡本真夜：Vocal
  - 重美徹：Piano
- 明日ハレルヤ!
  - 岡本真夜＆大橋卓弥：Vocal, Chorus, Chorus Arrange
  - 岩瀬聡志：Keyboards, Programming, Chorus Arrange
  - 重美徹：Acoustic Piano
  - 黒田晃年：Acoustic Guitar, Electric Guitar
  - 斎藤昌人：Electric Bass
- Destiny
  - 岡本真夜：Vocal
  - 松本晃彦：Keyboards, Programming
  - 古川昌義：Acoustic Guitar, Electric Guitar
  - 萩原基文：Electric Bass
  - 江口信夫：Drums
  - 小池弘之ストリングス：Strings
- sigh of Love
  - 岡本真夜：Vocal, Chorus
  - 高山和芽：Keyboards, Programming
  - 秋山浩徳：Acoustic Guitar
  - Patrick Nugier：Accordion
- I miss you
  - 岡本真夜：Vocal
  - 黒田晃年：Acoustic Guitar
  - 清水泰明カルテット：Strings
- いつだって君がいる
  - 岡本真夜：Vocal, Chorus
  - 山本直市郎：Keyboards, Programming
  - 黒田晃年：Electric Guitar
- がんばるリーマン!
  - Chorus Arranged by 西垣哲二, 岡本真夜
  - 岡本真夜：Vocal, Chorus
  - 山本直市郎：Keyboards, Programming
  - 黒田晃年：Electric Guitar
  - 真船勝博：Electric Bass
- Marionette
  - Chorus Arranged by 西垣哲二, 岡本真夜
  - 岡本真夜：Vocal, Chorus
  - 高山和芽：Keyboards, Programming
  - 山平憲嗣：Erhu
- 君にありがとう
  - Chorus Arranged by 西垣哲二, 岡本真夜
  - 岡本真夜：Vocal, Chorus
  - 岩瀬聡志：Keyboards, Programming
  - 黒田晃年：Acoustic Guitar, Electric Guitar
  - 斎藤昌人：Electric Bass
- seasons
  - 岡本真夜：Vocal
  - 山本直市郎：Keyboards, Programming
  - 黒田晃年：Electric Guitar